# Teste do pato
O teste do pato é um tipo de abdução baseada no ditado popular jocoso em inglês que diz que:
| “ | Se parece com um pato, nada como um pato e grasna como um pato, então provavelmente é um pato. | ” |

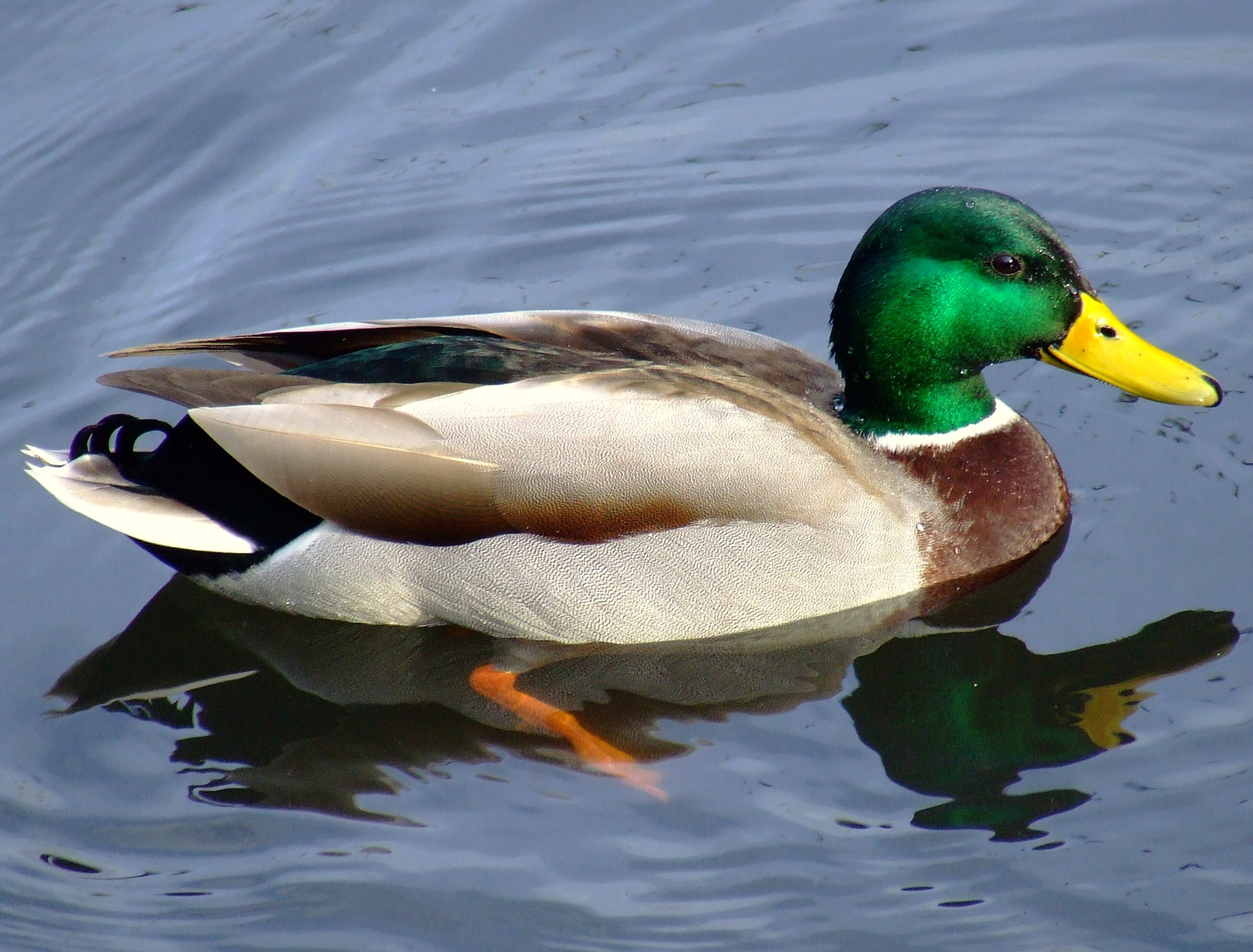
Isto parece com um pato, nada como um pato e grasna como um pato. Então, provavelmente é um pato.

O teste sugere que uma pessoa pode compreender a natureza verdadeira de um sujeito desconhecido observando as características prontamente identificáveis do sujeito.

## História
Não se sabe ao certo qual a origem do provérbio e pode ter sido uma adaptação da navalha de Occam, um princípio atribuído ao especialista inglês em lógica do século XIV e o frade franciscano William de Ockham. As primeiras referências incluem Richard James Cushing, que usou a frase em 1964 referindo-se a Fidel Castro. Richard Cunningham Patterson, embaixador dos Estados Unidos na Guatemala durante a Guerra Fria em 1950, usou a frase quando acusou o governo de Jacobo Arbenz Guzmán de ser Comunista. Patterson explicou o seu raciocínio da seguinte forma:
| “ | Iamgine que vê uma ave a andar no quintal da fazenda. A ave não tem nenhuma placa que diz pato. Mas a ave certamente parece a um pato. Além disso, vai ao tanque e vê-se que nada como um pato. Depois abre o seu bico e grasna como um pato. Ora bem, a esta altura provavelmente já chegou a conclusão de que a ave é um pato, mesmo que não tenha uma placa Harv,Immerman,1982, p.102 | ” |

Para Patterson e outros funcionários dos Estados Unidos, muitas características do governo Arbenz indicavam que este estava decidido a implementar reformas revolucionárias. Na sua opinião, a censura do governo Arbenz da imprensa dissidente, a preferência do investimento estatal sobre capital privado, reforma agrária, medidas anti-imperialista, e as reformas democráticas (como a legalização ds sindicatos) preenchiam os critérios para ser rotulado de comunista.
O termo teste do pato ainda é frequentemente usado nos Estados Unidos para descrever o processo de atribuir a identidade de um desconhecido baseado nas suas características, especialmente em certas formas da computação.
O teste muitas vezes é usado para identificar algo que é supostamente mau, e justificar o uso da lógica indutiva em infligir punição.